# Тихомир Петковић
Тихомир Петковић је српски политичар. Био је три мандата градоначелник Ужица и посланик у Народној скупштини Србије од 2020. године. Некада је био истакнута локална личност Демократске странке Србије (ДСС), да би постао члан Српске напредне странке (СНС) 2013. године.

## Приватна каријера
Петковић је дипломирао на Економском факултету Универзитета у Београду 1983. године. Потом је руководио приватним трговачким предузећем Градина и радио за НИС Југопетрол.

## Политичар

### Општински
Петковић се појавио на трећем месту на изборној листи ДСС-а за Скупштину општине Ужице на локалним изборима у Србији 2004. и добио је мандат након што је листа освојила седам мандата. Две године касније, на допунским изборима изабран је за градоначелника општине. У то време, градоначелници у Србији бирани су непосредним изборима; Петковић је у другом кругу гласања победио кандидата коалиције коју предводи ривалска Демократска странка (ДС) и био градоначелник наредне две године. Истовремено је био и један од делегата Србије у Комори локалних власти у Конгресу локалних и регионалних власти Савета Европе.
Србија је променила своје општинске изборне законе пре локалних избора 2008, тако да су градоначелнике бирале локалне скупштине, уместо да буду директно бирани. Петковић је у овом изборном циклусу предводио коалициону листу ДСС-а за Ужице и поново је изабран у скупштину када је листа освојила седамнаест мандата. На изборима је победила ДС и њени савезници, а Петковић је поднео оставку на место градоначелника. Поново је предводио листу ДСС за локалне изборе 2012. и поново је изабран када је листа освојила седам мандата.
Петковић је 2013. напустио ДСС и прешао у СНС. Наредне године, након оставке Саше Милошевића, именован је за други мандат за градоначелника. Предводио је СНС у Ужицу на локалним изборима 2016. и наставио да ради као градоначелник након што је листа однела већинску победу.
По повратку у канцеларију градоначелника 2014. Петковић је као своју примарну бригу означио водоснабдевање града; септембра 2016. године најавио почетак великог пројекта реконструкције градског објекта пијаће воде. Он није тражио поновне изборе на локалном нивоу 2020. године.

### Парламентарац
Петковић се на парламентарним изборима 2012. појавио на седамдесет првом месту листе ДСС. Листа је освојила двадесет један мандат, а он није враћен.
Заузео је 142. место на листи Напредне странке Александар Вучић — За нашу децу на парламентарним изборима 2020. и изабран је у Народну скупштину када је листа освојила убедљиву већину са 188 мандата. Сада је члан скупштинског одбора за спољне послове и одбора за економију, регионални развој, трговину, туризам и енергетику и члан посланичких група пријатељства Србије са Аустријом, Белорусијом, Италијом, Јапаном, Казахстаном и Русијом.

## Изборни рекорд

### Општински
| Тихимор Петковић       | Коалиција: Демократска странка Србије – Г17 плус – Нова Србија                                      | 5,899  | 26.69 |  | 9,566  | 53.26 |
| Миломир Средојевић     | Коалиција: Најбоље за Ужице Демократска странка – Српски покрет обнове – Социјалдемократска партија | 4,254  | 19.24 |  | 8,394  | 46.74 |
| Драгиша Станојчић      | Српска радикална странка                                                                            | 3,864  | 17.48 |  |        |       |
| Милован Петровић       | Група грађана: За лепо и богатије Ужице                                                             | 3,395  | 15.36 |  |        |       |
| Драгољуб Костић        | Група грађана: Лига за Ужице                                                                        | 3,117  | 14.10 |  |        |       |
| Јован Миросављевић     | Либерално-демократска партија                                                                       | 964    | 4.36  |  |        |       |
| Величко Мићовић        | Грађански савез Србије                                                                              | 355    | 1.61  |  |        |       |
| Благоје Радојичић      | Српски демократски покрет обнове                                                                    | 258    | 1.17  |  |        |       |
| Укупно важећих гласова | | 22,106 | 100   |  | 17,960 | 100   |